# Ісмена
Ісме́на (дав.-гр. Ίσμήνη) — дочка Едіпа та Іокасти, сестра Антігони ; коли Антігону засудили на смерть за поховання Полініка, Ісмена взяла на себе частину вини і була страчена разом із сестрою.
Образ Ісмена відтворено в трагедіях Софокла «Едіп у Колоні» та «Антігона».